# Parasilvanus ocellatus
Parasilvanus ocellatus es una especie de coleóptero de la familia Silvanidae.

## Distribución geográfica
Habita en Etiopía.